# Netscape Public License
Netscape Public License (NPL) は、ネットスケープコミュニケーションズが公開していたMozillaのためのライセンスである。
NPLの大きな特徴は、Mozillaのオリジナルの開発者であるNetscape（後にAOL傘下となる）に対し、他の貢献者による修正をプロプライエタリに変更することも含めて好きなように扱う権利を認める一方で、他の貢献者には同様の権利を認めないことにある。これは、Netscapeシリーズ 6以降をプロプライエタリとしてリリースするためのものであった。
この非対称性は、オープンソースおよび自由ソフトウェアのコミュニティから批判を浴びる原因となった。フリーソフトウェア財団 (FSF) ではNPLを「自由ソフトウェアライセンスではあるが利用を避けるべきもの」とし、GNU General Public License (GPL) と互換性のないライセンスとした。Open Source Initiative (OSI) ではNPLをオープンソースライセンスとして承認していない。
Mozilla Public License 1.1は、NPLと類似しているが前述の非対称性を持たないライセンスである。NPLに基づく権利を有していたTime Warnerは、NPLでライセンスされていたMozillaのコードすべてをMozilla Foundationの求めに応じてMPL 1.1/GPL 2.0/LGPL 2.1のトリプルライセンスで再ライセンスした。